# Смирнов, Владимир Иванович (краевед)
Владимир Иванович Смирнов (27 апреля 1924 — 28 сентября 2016) — российский писатель и краевед.

## Биография
Родился 27 апреля 1924 года деревне Исаевская Егорьевского района Московской области в семье рабочих. 
После окончания семилетней школы в 1938 году работал в колхозе, с 1940 года — фрезеровщиком на егорьевском заводе «Комсомолец».
С началом Великой Отечественной войны в августе 1942 года был призван в ряды Красной Армии, воевал на Карельском фронте в составе 73-го пограничного отряда.
В 1963 году окончил философский факультет МГУ. Занимался партийной и комсомольской работой, более 20 лет преподавал философию в вечерних институтах Егорьевска.
В 1973—1986 годах заведовал отделом культуры Егорьевского района.
Скончался 28 сентября 2016 года в городе Егорьевск Московской области.

## Краеведческая деятельность
С конца 1960-х годов занялся краеведением, толчком к чему явились планы сноса «неперспективных» деревень. По словам В. И. Смирнова, «когда я понял, что мы… не можем остановить сноса родных деревень, я составил план деревни, сфотографировал все дома и переписал всех жителей». В эпоху социальных потрясений, урбанизации и идеологических манипуляций, память о прошлом у крестьян утрачивалась, «безразличие к предкам порождало безразличие и к собственной жизни, смыслу общего труда»
Выйдя в 1986 году на пенсию, полностью отдался краеведческой работе, собирая материалы в архивах и библиотеках Егорьевска, Москвы и Рязани. Сотрудничал с «Энциклопедией российских сёл и деревень». Вывел на принципиально новый уровень исследование поселений на локальных территориях. Широко и систематически привлекал при описании деревень разнообразные исторические источники: писцовые и переписные книги, ревизские сказки, метрические книги. Несмотря на полученное образование и специфику работы, придерживаелся демократических взглядов.

## Награды и звания
- Орден Отечественной войны 2-й степени
- Орден «Знак Почёта»
- В 1998 году за свой главный труд «Мы — егорьевцы» награждён званием «Почётный гражданин города Егорьевска»

## Основные труды
- Смирнов В. И. Мы — егорьевцы. — М.: Энциклопедия сёл и деревень, 1999. — Т. 1. — 560 с. — ISBN 5-89673-006-3.
- Исторические документы о Егорьевском крае/Собр. Смирнов Владимир Иванович. Кн. 2. — Б.м., 2003. — 551 с.: ил., карт. Библиогр.: с. 542—548. — ISBN 5-88367-016-4
- Гуслице семь веков. — Егорьевск, 2007.
- Исторические особенности формирования Егорьевского края // Материалы для изучения селений Москвы и Подмосковья: Доклады и сообщения Пятой региональной научно-практической конференции «Москва и Подмосковье». М., 1997.